# Retgersita
La retgersita és un mineral de la classe dels sulfats. Rep el seu nom del cristal·lògraf holandès Jan Willem Retgers (1856-1896).

## Característiques
La retgersita és un sulfat de fórmula química Ni(SO₄)(H₂O)₆. Cristal·litza en el sistema tetragonal. La seva duresa a l'escala de Mohs és 2,5. Es tracta d'una espècie dimorfa de la niquelhexahidrita.
Segons la classificació de Nickel-Strunz, la retgersita pertany a «07.CB: Sulfats (selenats, etc.) sense anions addicionals, amb H₂O, amb cations de mida mitjana» juntament amb els següents minerals: dwornikita, gunningita, kieserita, poitevinita, szmikita, szomolnokita, cobaltkieserita, sanderita, bonattita, aplowita, boyleïta, ilesita, rozenita, starkeyita, drobecita, cranswickita, calcantita, jôkokuïta, pentahidrita, sideròtil, bianchita, chvaleticeïta, ferrohexahidrita, hexahidrita, moorhouseïta, niquelhexahidrita, bieberita, boothita, mal·lardita, melanterita, zincmelanterita, alpersita, epsomita, goslarita, morenosita, alunògen, metaalunògen, aluminocoquimbita, coquimbita, paracoquimbita, romboclasa, kornelita, quenstedtita, lausenita, lishizhenita, römerita, ransomita, apjohnita, bilinita, dietrichita, halotriquita, pickeringita, redingtonita, wupatkiïta i meridianiïta.

## Formació i jaciments
Es pot produir com a producte de deshidratació de morenosita. Va ser descoberta a la mina Ragra, que es troba al districte de Huayllay, al departament de Pasco, al Perú. Als territoris de parla catalana ha estat descrita únicament a la mina Eugènia, a Bellmunt del Priorat (Priorat, Tarragona).